# Vườn quốc gia hồ Plitvice

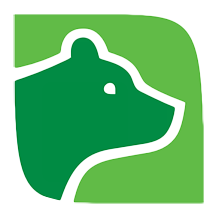
Logo của Vườn quốc gia hồ Plitvice

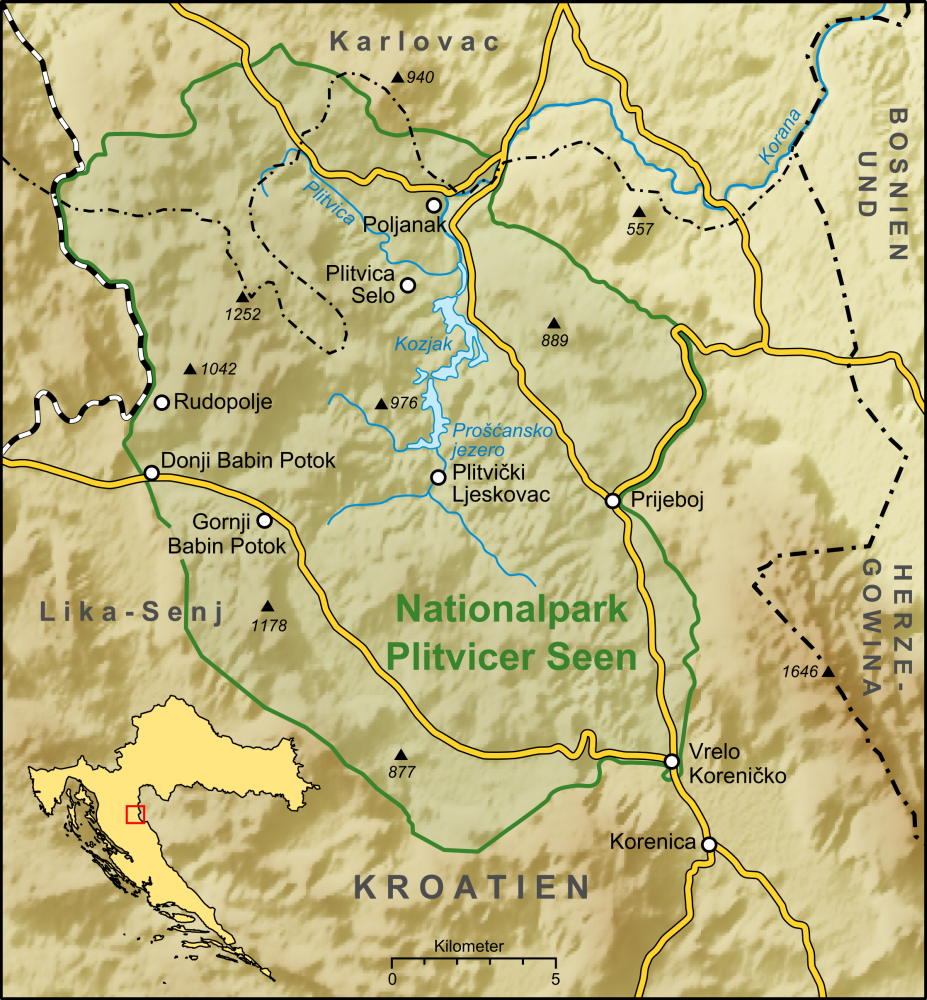
Bản đồ của Vườn quốc gia hồ Plitvice

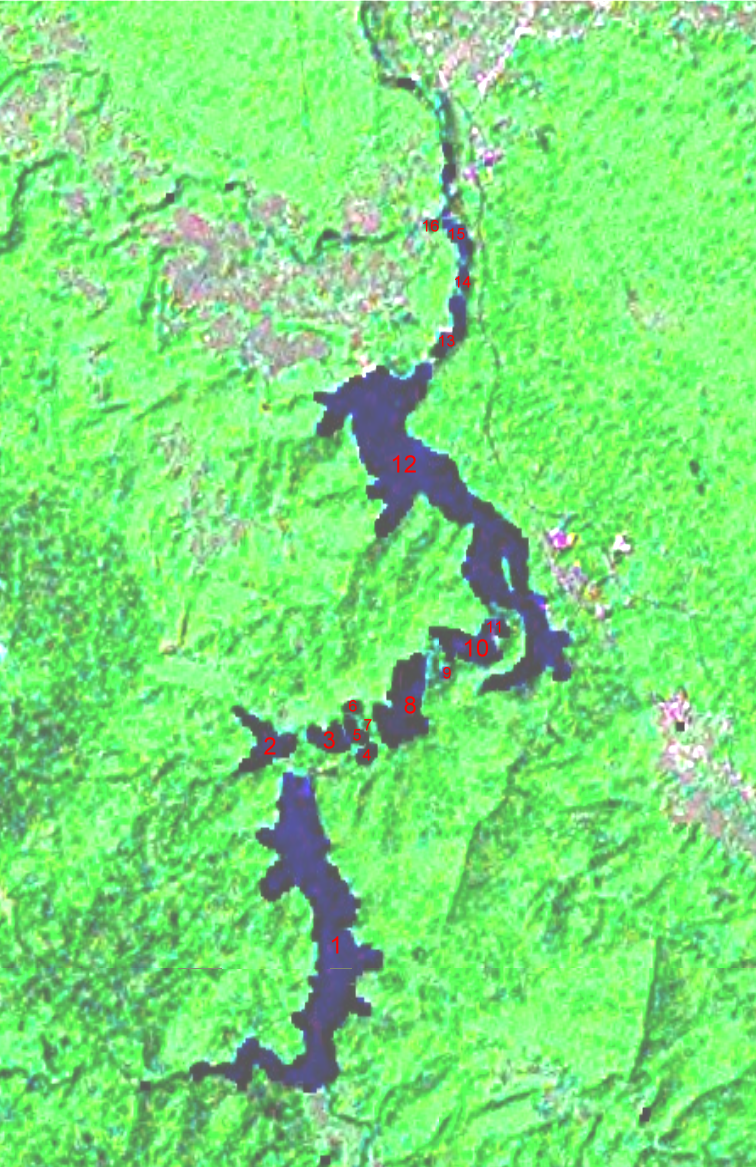
Hình ảnh các hồ trên ảnh vệ tinh (chấm đỏ)

Vườn quốc gia hồ Plitvice (Croatia: Nacionalni park Plitvička jezera, thông thường là Plitvice, phát âm là [plîtʋitse]), thuộc hạt Lika-Senj và hạt Karlovac, miền trung Croatia. Đây là vườn quốc gia lâu đời nhất ở khu vực Đông Nam châu Âu và cũng là vườn quốc gia lớn nhất tại Croatia. Năm 1979, Vườn quốc gia hồ Plitvice đã được thêm vào danh sách Di sản thế giới của UNESCO, và nó là một trong số các di sản tự nhiên đầu tiên trên toàn thế giới.

## Vị trí
Vườn quốc gia này thành lập vào năm 1949 trong khu vực miền núi trung tâm Croatia, tại vùng biên giới với Bosnia và Herzegovina. Đây là khu vực kết nối các tuyến đường Bắc-Nam quan trọng, đi qua khu vực vườn quốc gia, kết nối nội địa Croatia với các khu vực ven biển Adriatic. Khu vực bảo vệ kéo dài hơn 296,85 km vuông (73.350 ha) với 90% của khu vực này thuộc hạt Lika-Senj, trong khi 10% còn lại là một phần của hạt Karlovac.

## Tự nhiên
Vườn quốc gia nổi bật với các hồ nước xanh biếc chảy trên các nền đá vôi và đá phấn qua hàng ngàn năm bị ngăn chặn bởi đá Travertine tạo ra các hồ nước, thác nước, hang động rất đẹp. Quá trình địa chất này vẫn còn đang diễn ra đến tận ngày nay.
Lưu vực các hồ Plitvice  là một vùng núi đá vôi, đôlômit với 16 hồ nước, được tạo ra bởi sự lắng đọng calci cacbonat kết tủa trong nước. Các hồ nước này liên kết với nhau tạo thành một hệ thống hồ trên cao và dưới thấp hơn, trong khi các hồ trên cao thì lớn và sâu thì các hồ ở dưới lại nông và nhỏ hơn. Nơi đây hình thành các hang động từ đá vôi từ Kỷ Trias, Kỷ Jura và Kỷ Phấn trắng.
Ngoài ra, vườn quốc gia này có những khu rừng sồi, thông và rừng hỗn giao; tại đây là nơi cư trú cho một số lượng lớn các loài động vật thuộc họ nhà gấu, chó sói và chim.

## Văn hóa
Về văn hóa, nơi đây còn là cái nôi của bộ tộc tiền sử Illyria có niên đại 1.000 năm TCN. Di tích khảo cổ bao gồm một khu định cư thời tiền sử thuộc vườn quốc gia hồ Plitvice, bao gồm các công sự, công cụ lao động thời kỳ đồ đồng và đồ gốm.

## Du lịch
Mỗi năm, hơn 1.200.000 khách du lịch tới chiêm ngưỡng vẻ đẹp tự nhiên tại vườn quốc gia. Để vào được vườn quốc gia, mỗi du khách phải bỏ ra 110 kuna, tương đương với khoảng 18 USD cho mỗi người lớn trong mùa cao điểm. Cùng với đó là quy định nghiêm ngặt khi tham quan được áp dụng.

## Hình ảnh

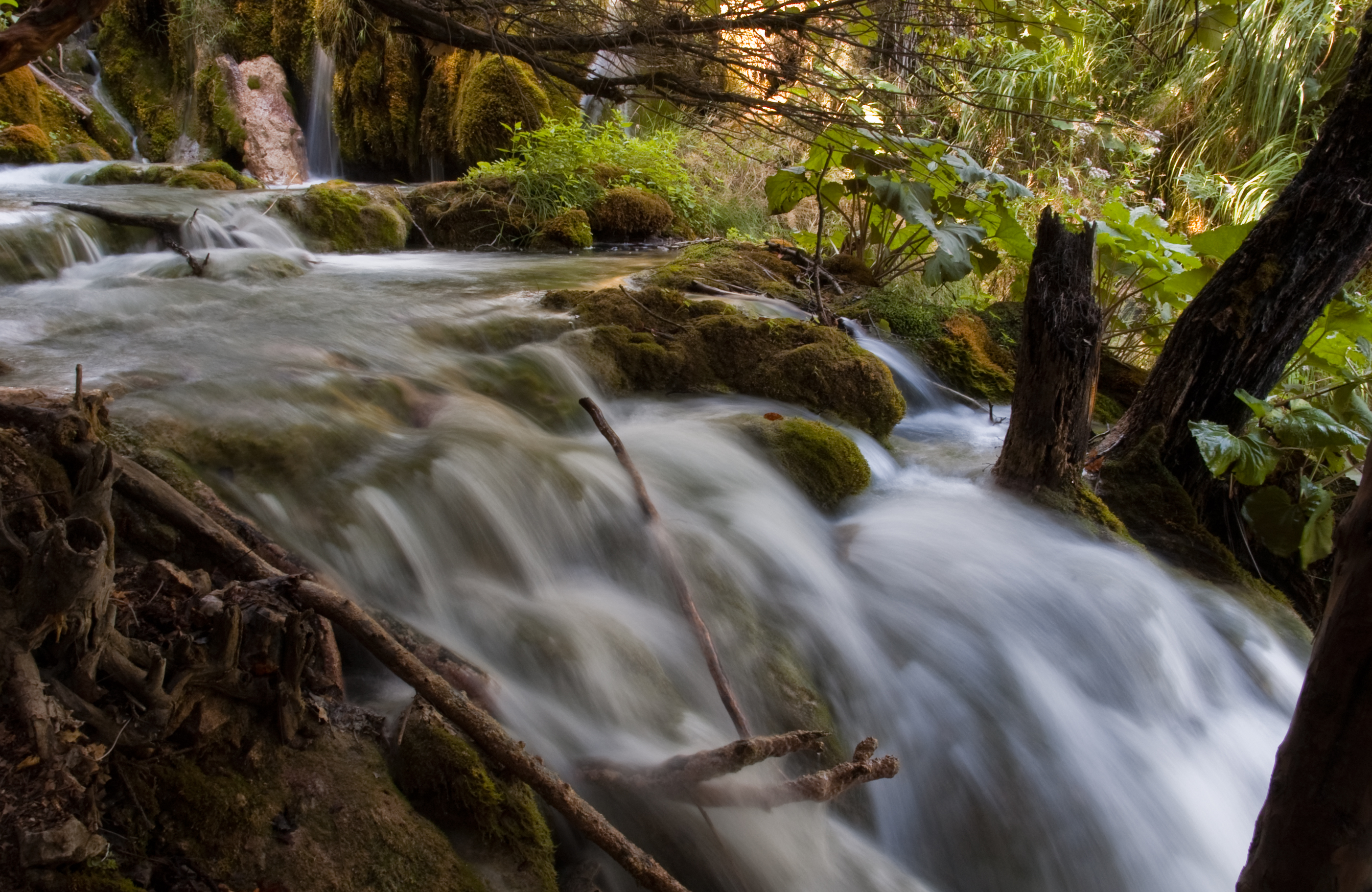
Nước chảy tạo thành nhiều thác nước nhỏ
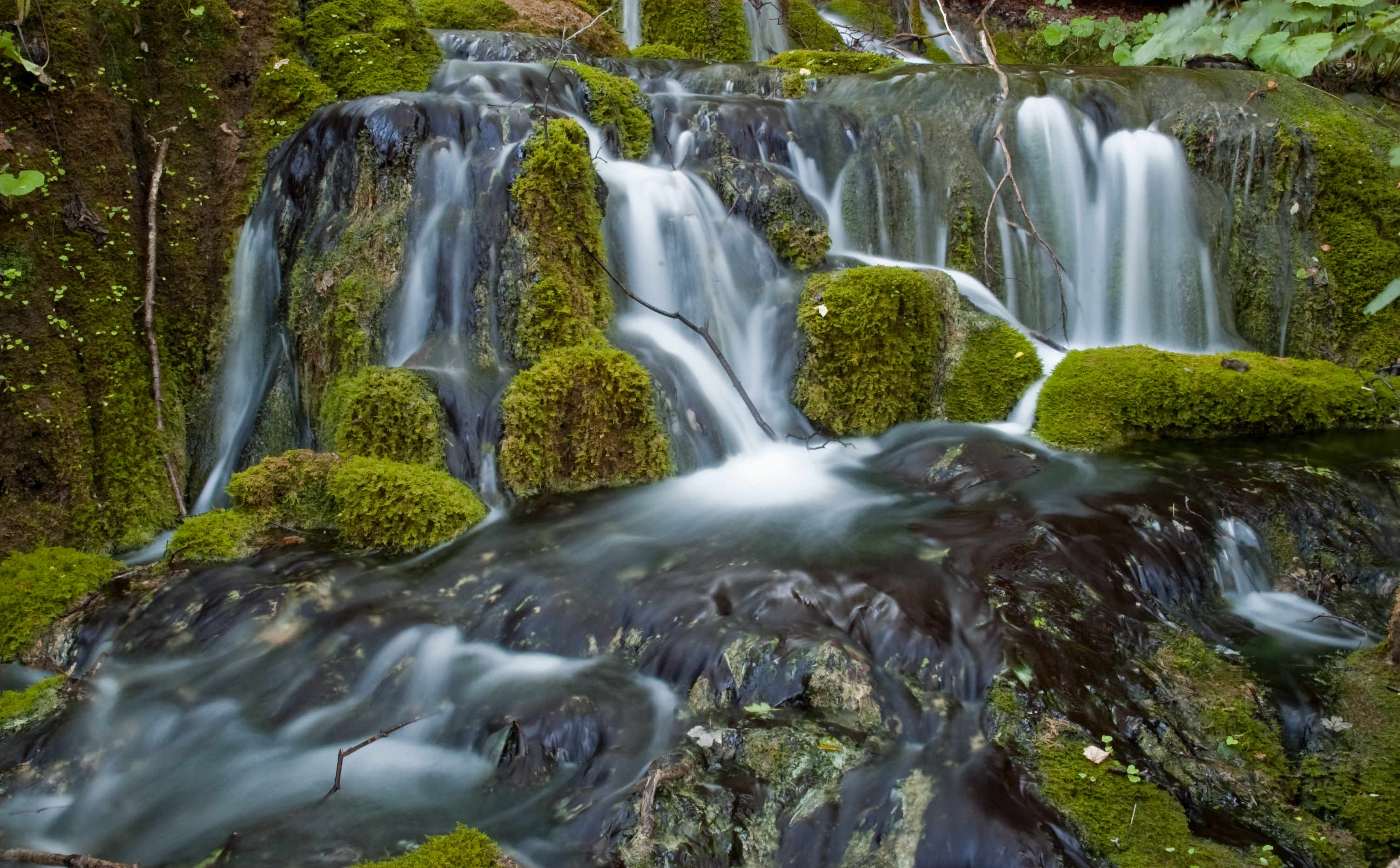
Nước chảy qua thác rêu
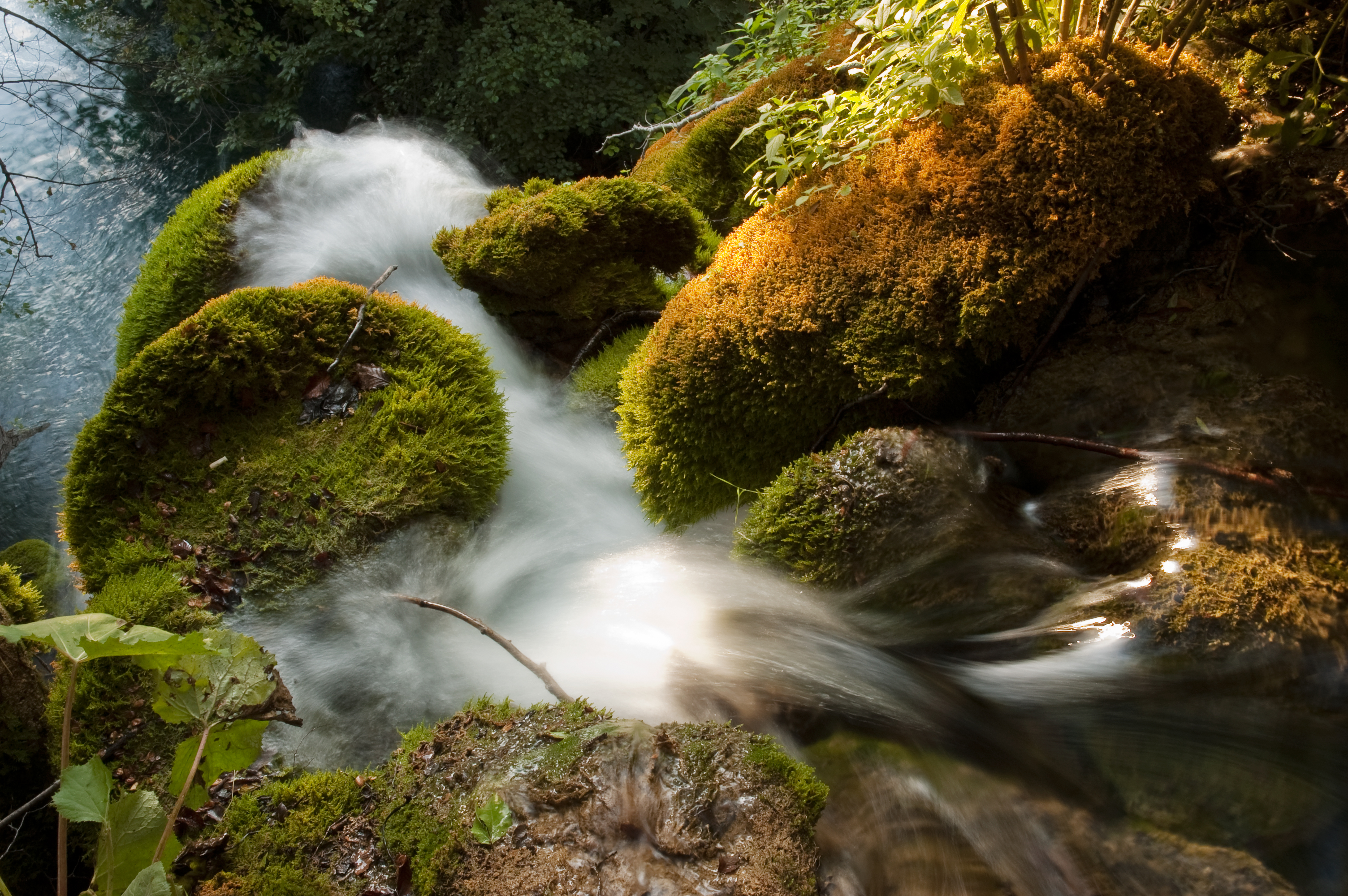
Thác nước đổ xuống
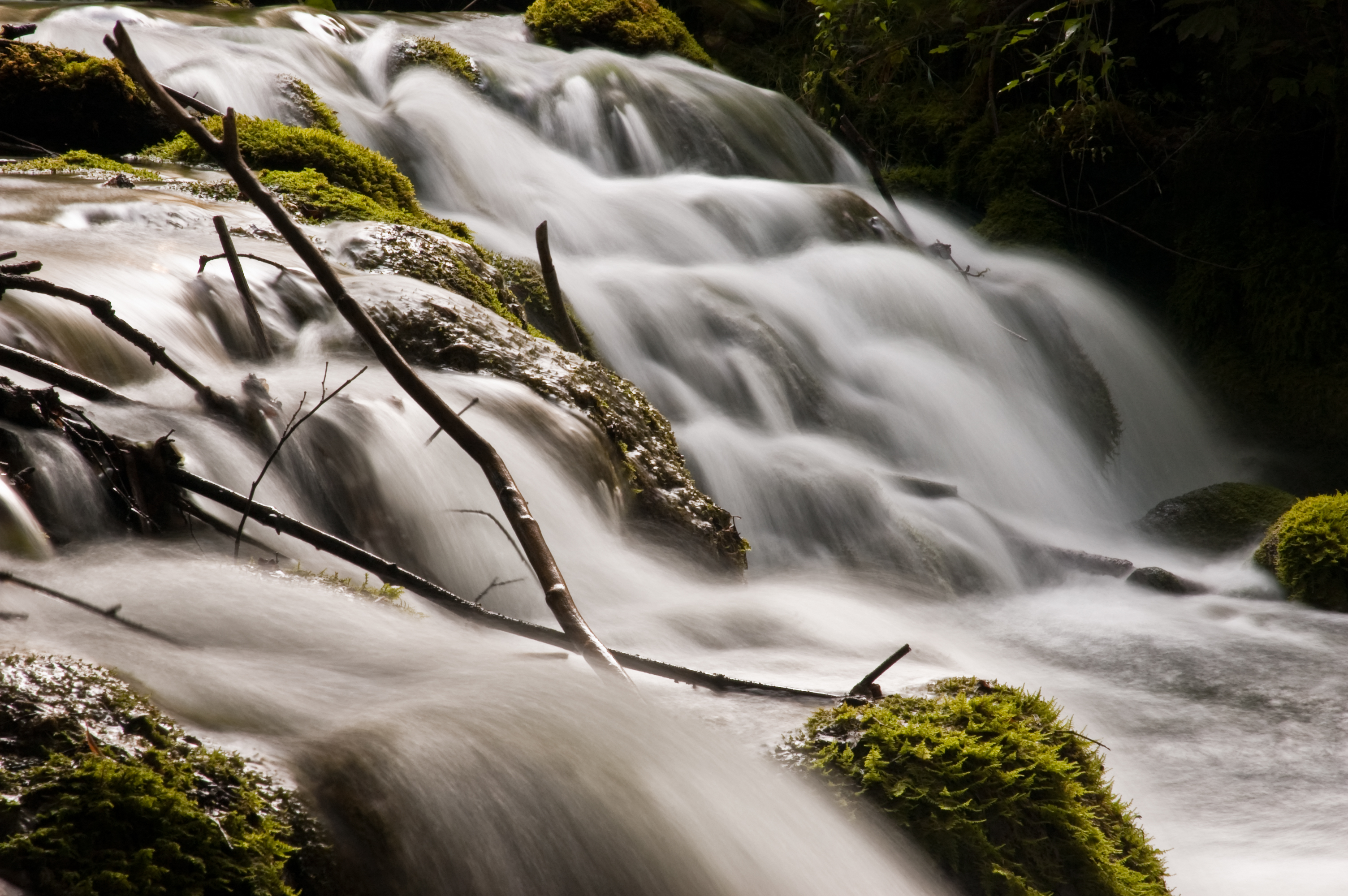
Dòng chảy liên tục của nước
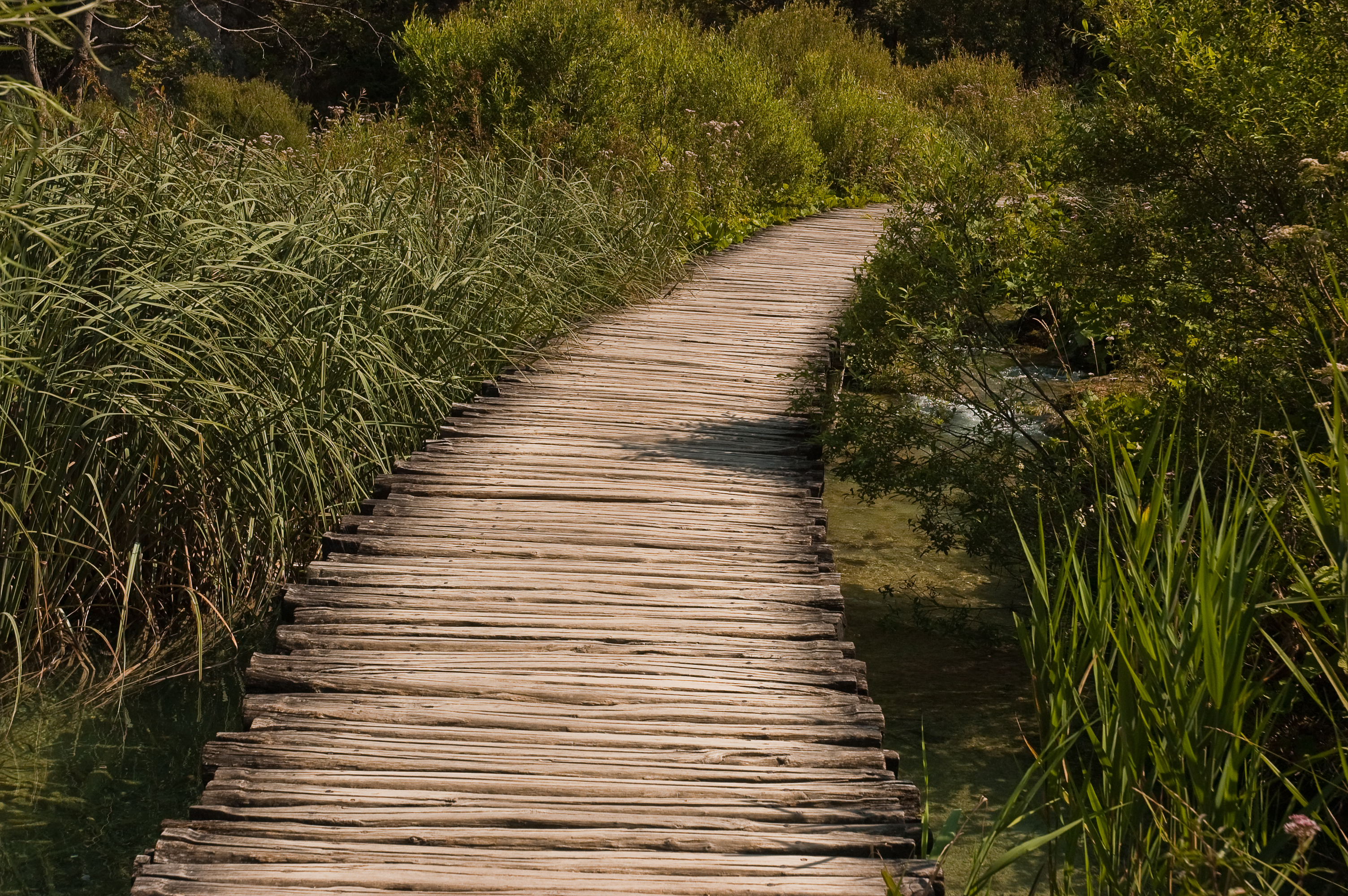
Con đường bằng gỗ
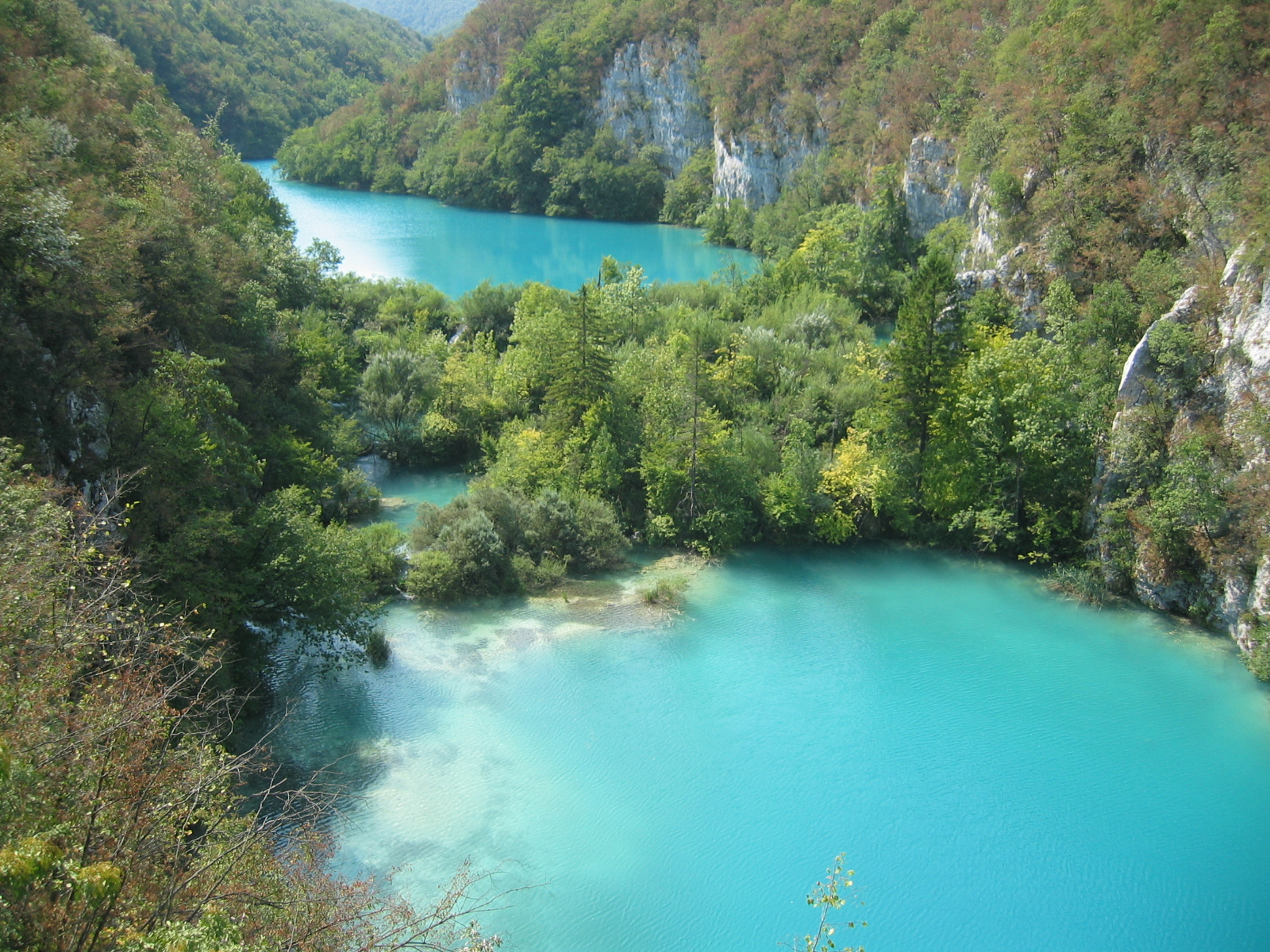
Hồ màu ngọc bích
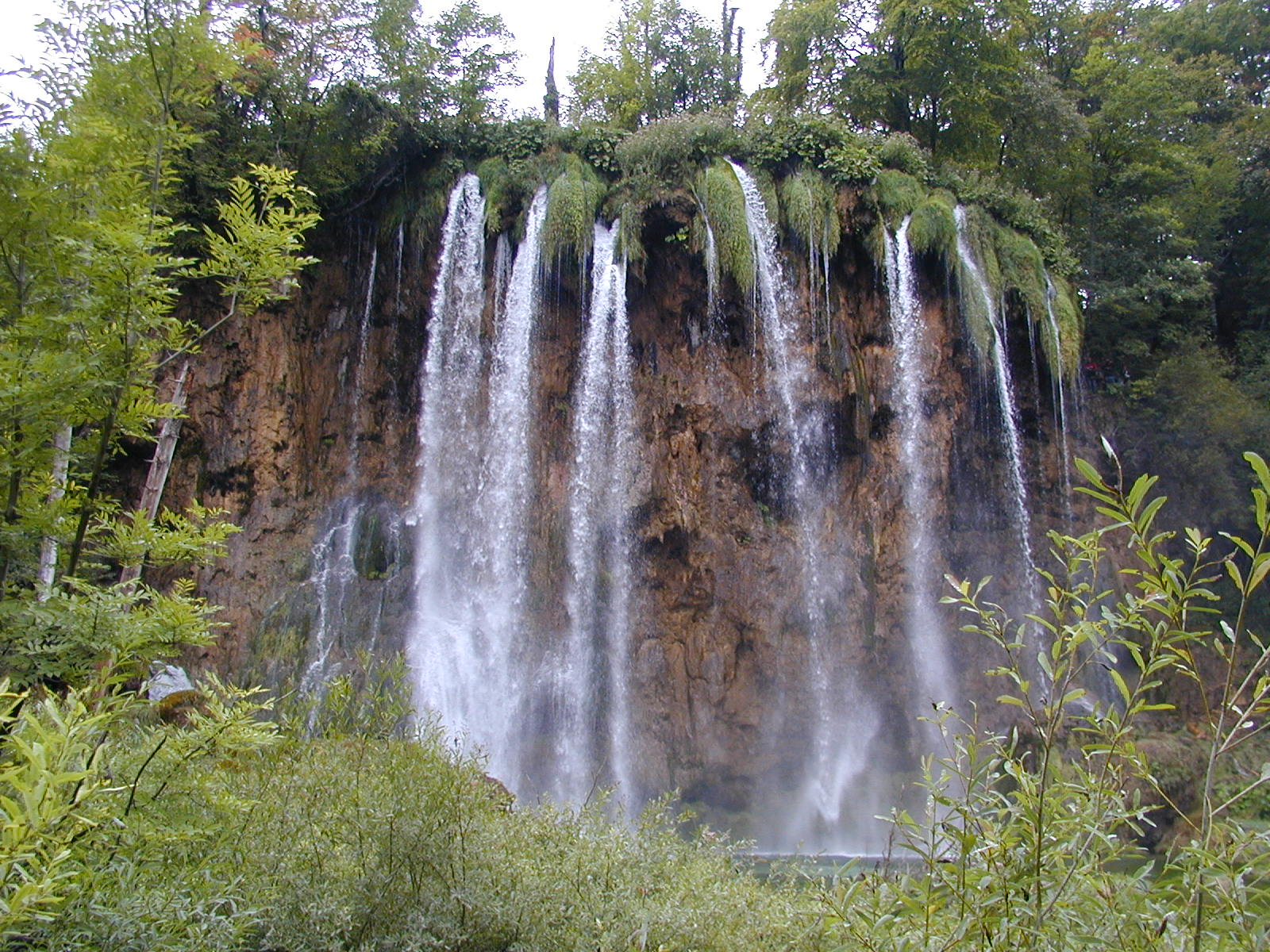
Thác nước ở các hồ phía trên
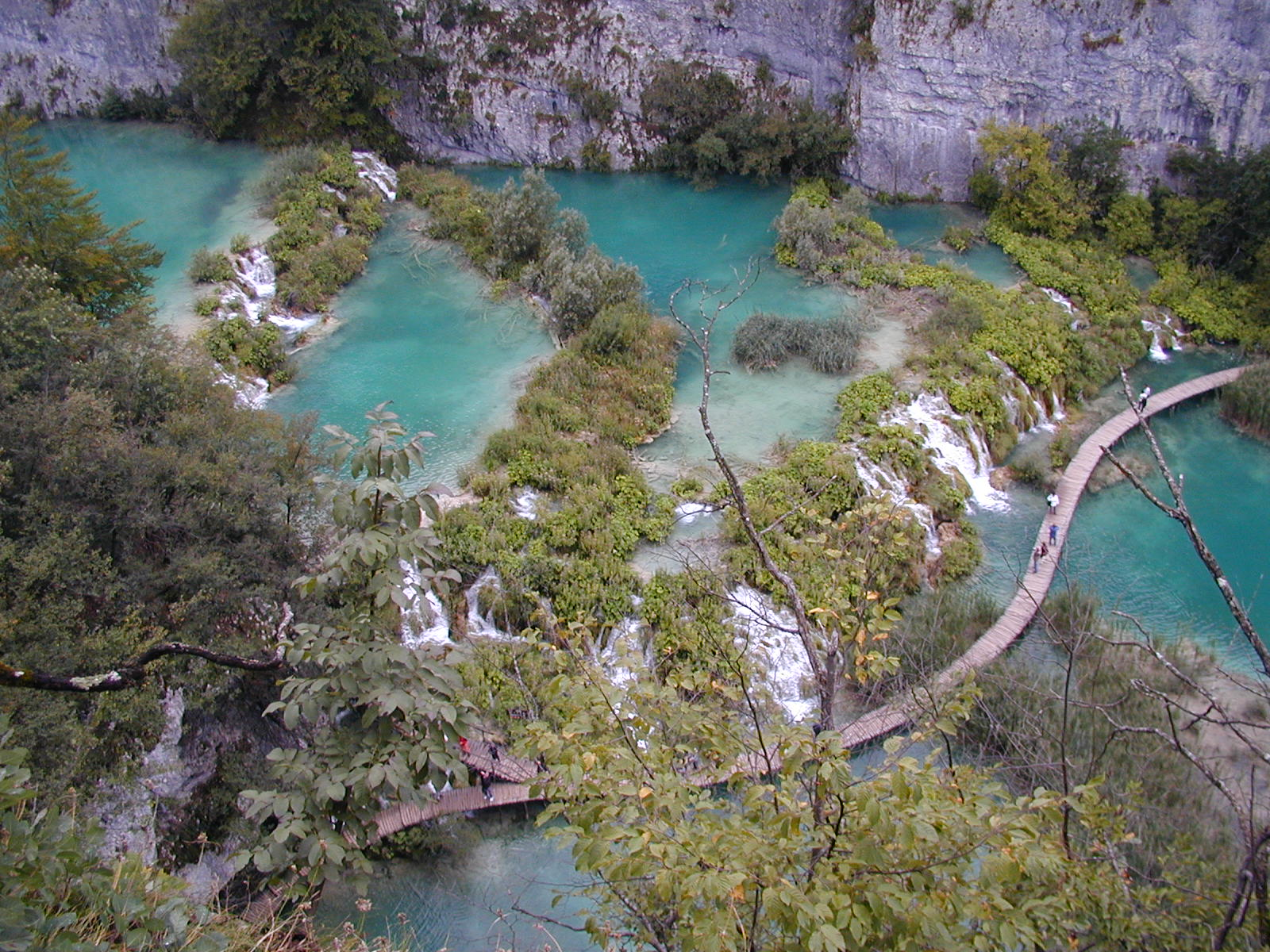
Các hồ thượng Plitvice
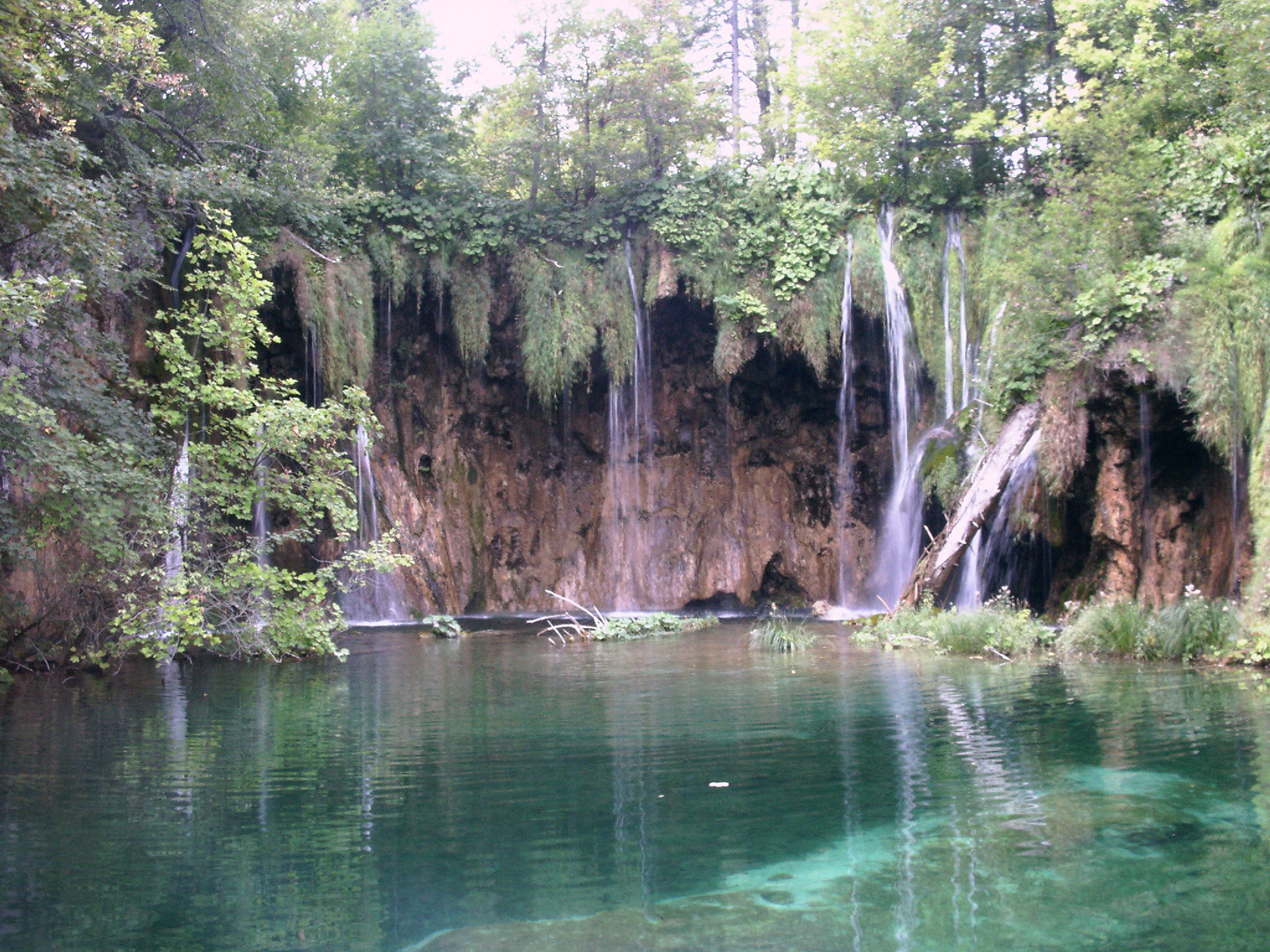
Thác nước trong mùa hè
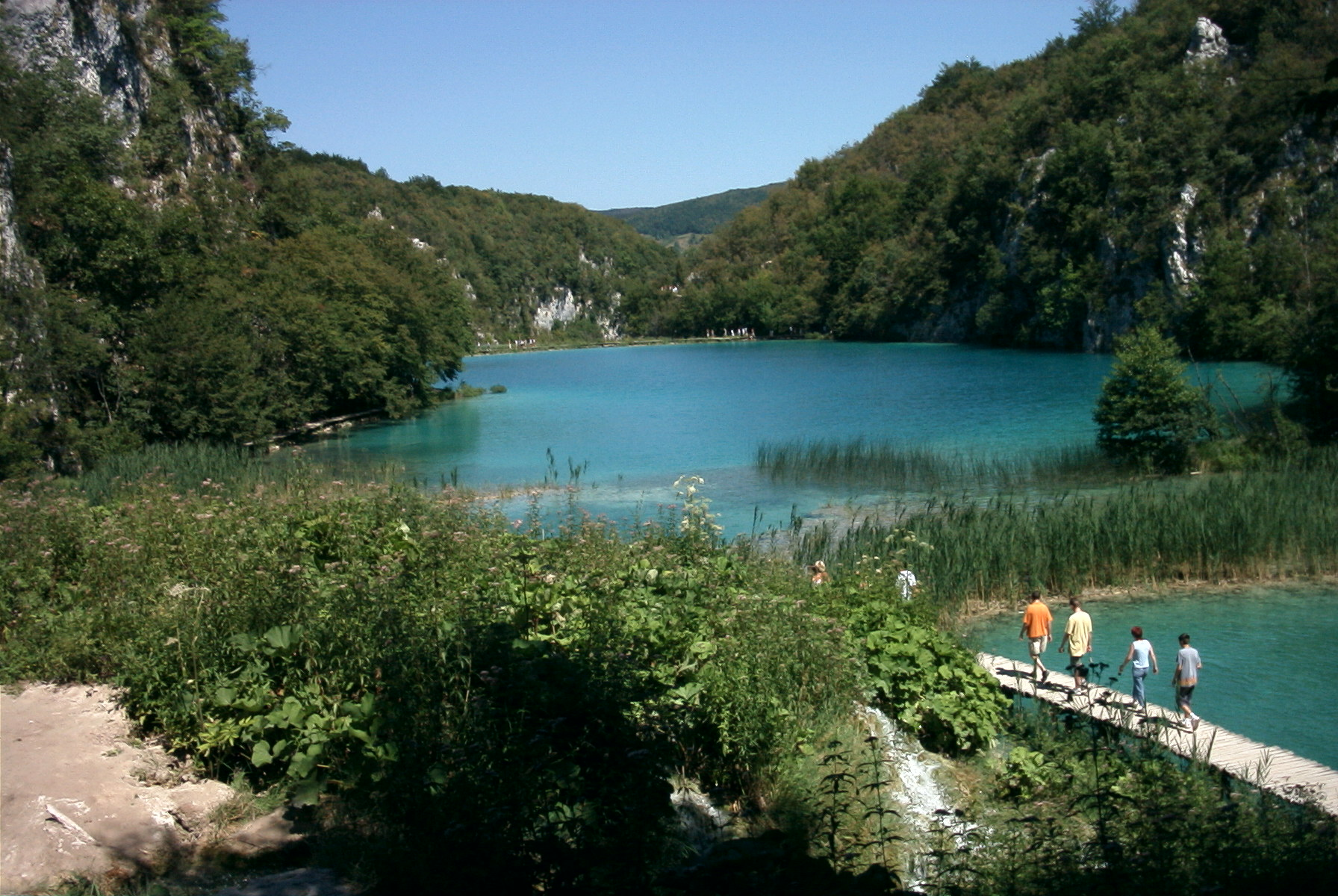
Đi bộ trên cầu gỗ
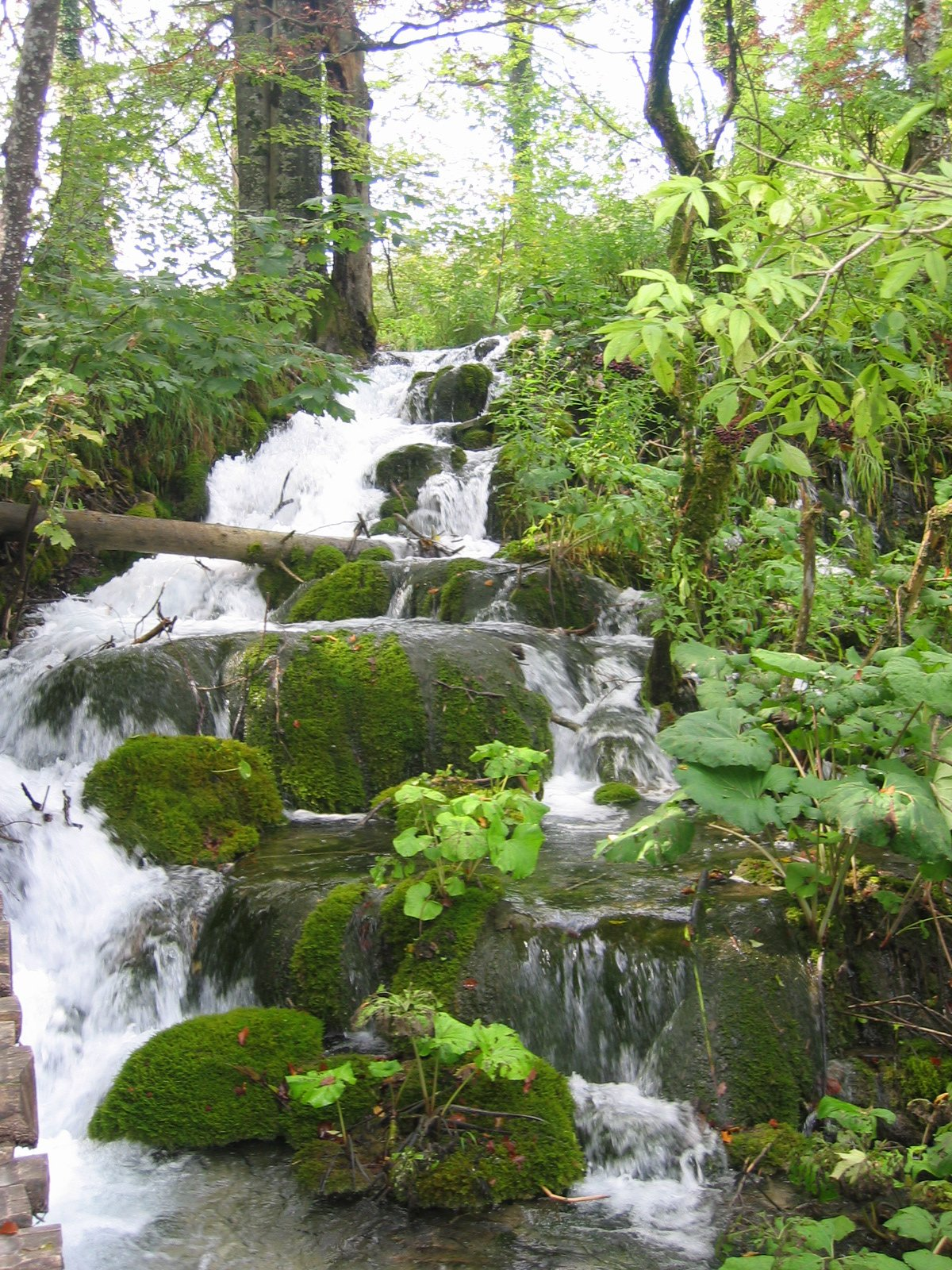
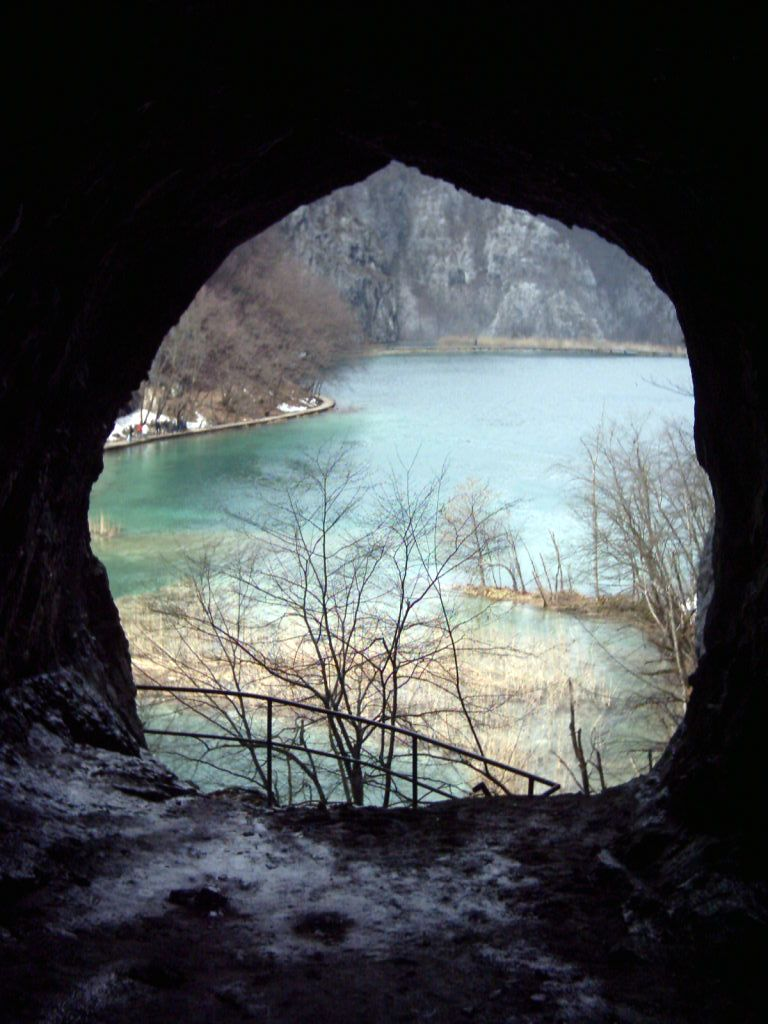
Quan sát từ hang Šupljara tại các hồ Hạ
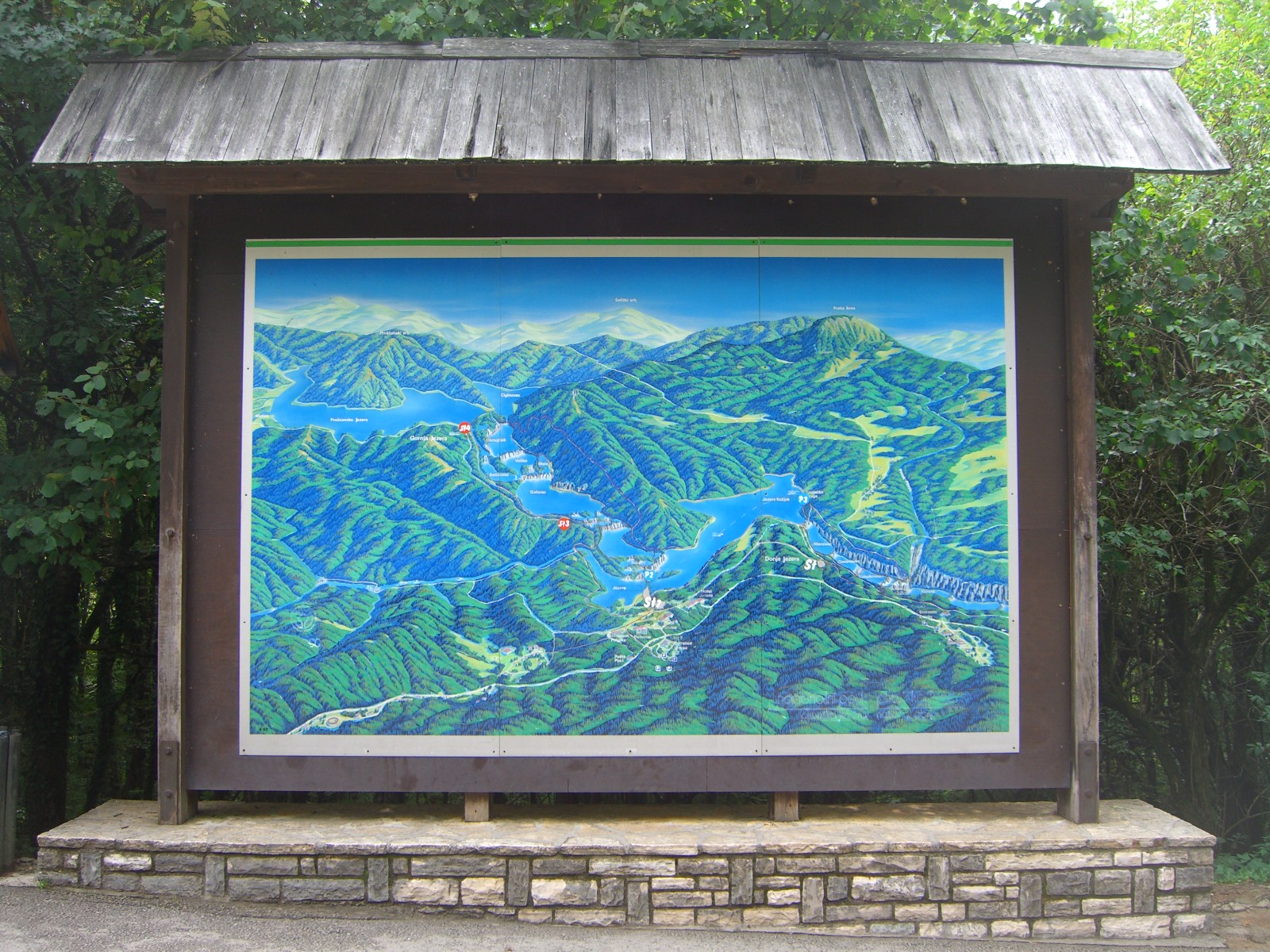
Bản đồ vườn quốc gia
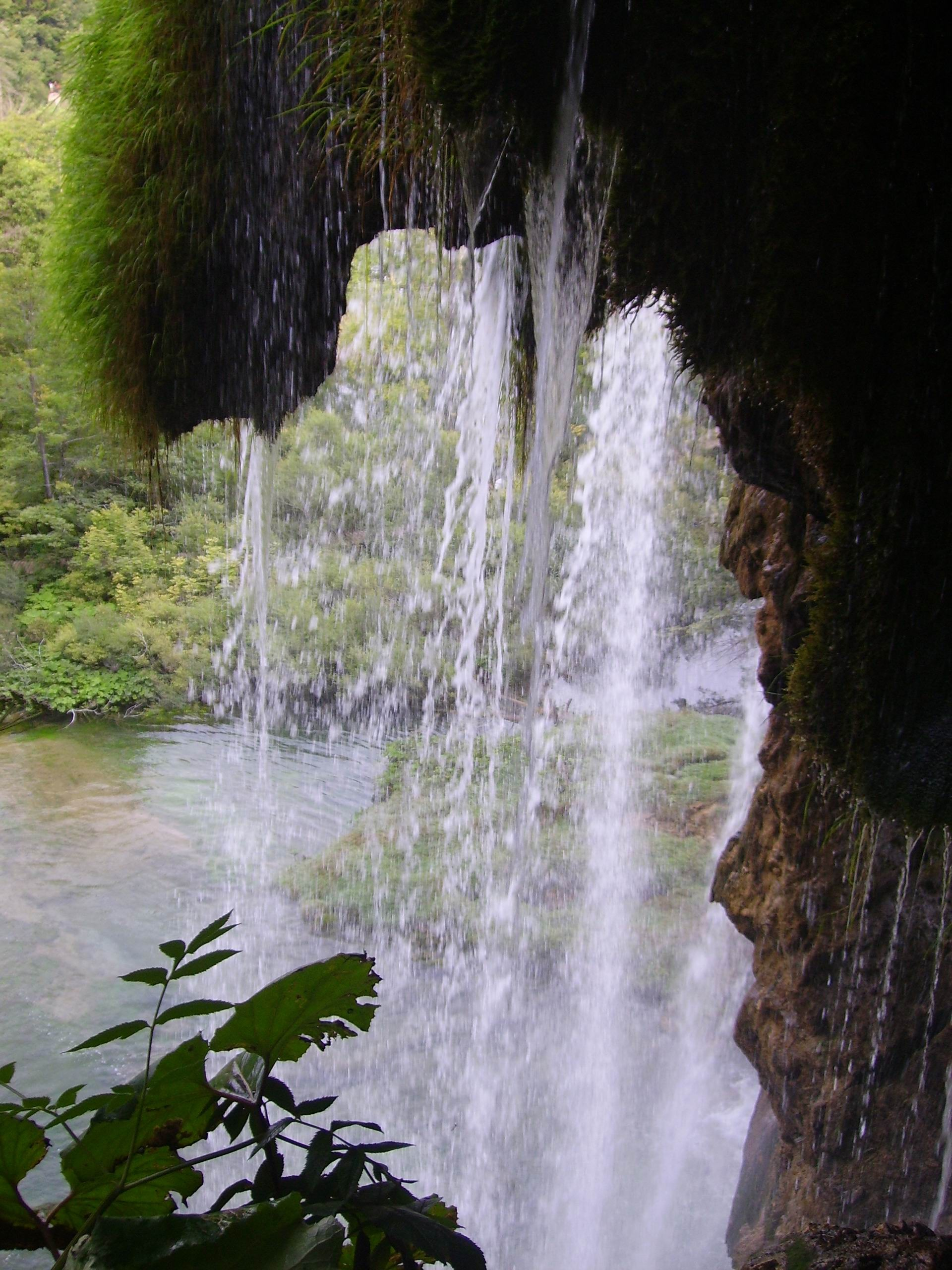
Hồ sau một thác nước
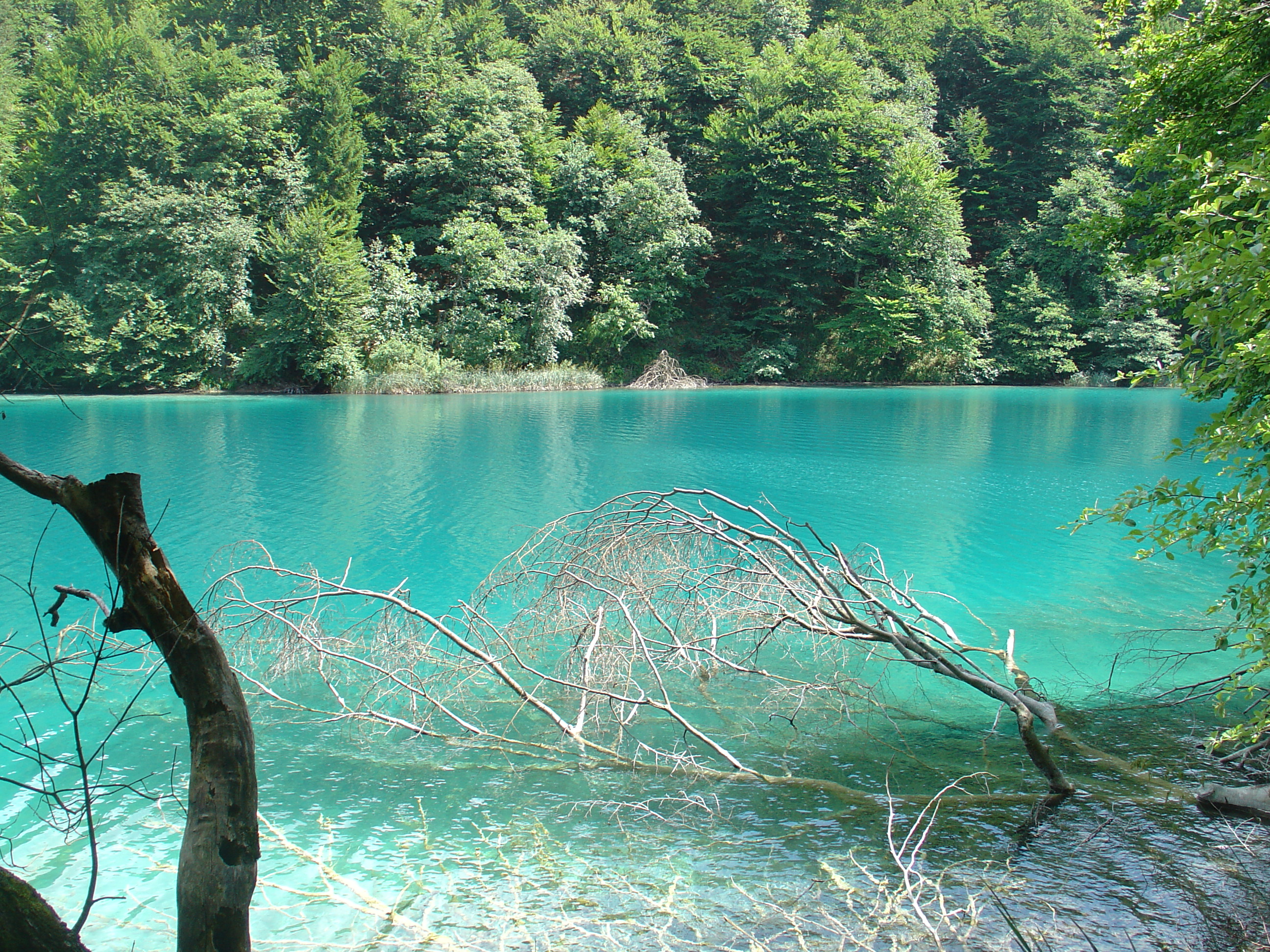
Nước màu ngọc lam dọc theo tuyến đường

### Liên kết chính thức
- Official Website of Plitvice Lakes National Park (Croatian, English, German, French)
- Official Website of the Tourism Association of the Plitvice Lakes municipality with a register of accommodations (Croatian, English, German, Italian, French)
- UNESCO World Heritage
- Facts about Plitvice Lakes National Park, UNEP, WCMC Lưu trữ ngày 2 tháng 8 năm 2010 tại Wayback Machine
- Plitvice Lakes Management Plan (2007) Lưu trữ ngày 5 tháng 10 năm 2011 tại Wayback Machine

### Liên kết bổ sung
- Hướng dẫn du lịch Plitvice National Park từ Wikivoyage
- Detailed map with individual lakes marked Lưu trữ ngày 10 tháng 4 năm 2008 tại Wayback Machine
- Documentary. Nature: Land of the Falling Lakes Lưu trữ ngày 19 tháng 2 năm 2014 tại Wayback Machine
- A website with information about Plitvice Lakes Lưu trữ ngày 17 tháng 6 năm 2013 tại Wayback Machine

### Triển lãm ảnh
- Plitvice lakes winter photo gallery Lưu trữ ngày 27 tháng 10 năm 2012 tại Wayback Machine
- High resolution photos of lakes and waterfalls in Plitvice National Park Lưu trữ ngày 6 tháng 1 năm 2016 tại Wayback Machine
- Plitvice Lakes National Park Picture gallery
- Aerial pictures Plitvice lakes Lưu trữ ngày 23 tháng 6 năm 2013 tại Wayback Machine